# Gare de Yūhigaura-Kitsu-Onsen
La gare de Yūhigaura-Kitsu-Onsen (夕日ヶ浦木津温泉駅, Yūhigaura-Kitsu-Onsen-eki) est une gare ferroviaire localisée dans la ville de Kyōtango, dans la préfecture de Kyoto, au Japon. La gare est exploitée par la compagnie Kyoto Tango Railway, sur la ligne  Miyazu.

## Disposition des quais
La gare de Yūhigaura-Kitsu-Onsen est une gare disposant d'un quai et d'une voie
| N° de voie | Ligne        | Direction |
| ---------- | ------------ | --------- |
| 1          | ▆ KTR Miyazu | Miyazu    |
| 1          | ▆ KTR Miyazu | Toyooka   |

## Gares/Stations adjacentes
| Kyoto Tango Railway |              |               |              |                  |
| Direction Toyooka   | Ligne Miyazu | Ligne Miyazu  | Ligne Miyazu | Direction Miyazu |
| Shotenkyo T22       |              | Rapid Service |              | Amino T20        |
| Shotenkyo T22       |              | Local         |              | Amino T20        |

- Les Limited Express Hashidate et Tango Relay s'arrêtent à cette gare

| Limited Express |  |             |  |           |
| Amino           |  | Hashidate   |  | Shotenkyo |
| Amino           |  | Tango Relay |  | Shotenkyo |